# Pátka, Fejér
Pátka  este un sat în districtul Székesfehérvár, județul Fejér, Ungaria, având o populație de 1.668 de locuitori (2011). 

## Demografie
Componența etnică a satului Pátka
     Maghiari (92,85%)
     Romi (5,76%)
     Necunoscut (0,57%)
     Alții (0,82%)
Componența confesională a satului Pátka
     Romano-catolici (36,45%)
     Reformați (17,51%)
     Fără religie (13,79%)
     Atei (1,44%)
     Necunoscută (30,04%)
     Luterani (0,78%)
     Alte religii (0,66%)
Conform recensământului din 2011, satul Pátka avea 1.668 de locuitori. Din punct de vedere etnic, majoritatea locuitorilor (92,85%) erau maghiari, cu o minoritate de romi (5,76%). Apartenența etnică nu este cunoscută în cazul a 0,57% din locuitori. Nu există o religie majoritară, locuitorii fiind romano-catolici (36,45%), reformați (17,51%), persoane fără religie (13,79%) și atei (1,44%). Pentru 30,04% din locuitori nu este cunoscută apartenența confesională.